# The Petersens
The Petersens sind eine amerikanische Bluegrass-Familienband aus Branson, Missouri. Seit der Gründung der Gruppe waren sie ein regelmäßiger Bestandteil von Country-Musik- und Bluegrass-Fernsehspecials.

## Bandgeschichte
Die Petersen-Kinder wuchsen in einem von Musik geprägtem Elternhaus auf. Sie kamen erstmals 2003 beim Gettysburg Bluegrass Festival mit Bluegrass in Kontakt. Ihren ersten Auftritt als Band hatten sie im Jahr 2005 in der Heimatstadtkirche ihrer Mutter, der First Christian Church in Mountain Grove, Missouri.
Die Band bestand ursprünglich aus den Geschwistern Katie (an der Geige), Ellen (am Banjo), Matt (am Bass) und ihrer jüngsten Schwester Julianne (singt und tanzt), begleitet von ihrer Mutter Karen (an der Mandoline) und ihrem Vater Jon (an der Gitarre). Im Laufe der Zeit übernahm Julianne den Mandolinenpart und Karen wechselte zum Bass. Matt übernahm den Gitarrenpart und ihr Vater Jon spielte bei einigen der Gospelsongs Klavier. Diese frühen Aufführungen fanden ursprünglich hauptsächlich auf lokalen Festivals, in Kirchen und Cafés statt.
2010 gewann die Band den CAM Gospel Sing-Off-Wettbewerb im Sight & Sound Theatre in Branson. Auf sie aufmerksam geworden, lud sie der IMAX Entertainment Complex regelmäßig ein, im Little Opry Theatre zu spielen. Im Jahr 2015 erhielt die Band internationale Anerkennung, als die Banjospielerin Ellen Petersen in der TV-Castingshow American Idol antrat und unter die ersten 48 kam. 2017 kam Emmett Franz als Dobro-Spieler zur Band.
2018 belegte die Band den 4. Platz beim International Bluegrass Music Competition in Nashville.
Katie, Sängerin und Komponistin, hat mehrere eigene Songs komponiert, von denen der beliebteste California ist. Julianne ist eine vielseitig talentierte Performerin mit einer Geschichte des Buck-Dance, während sie gleichzeitig Geige spielt.
Die junge Band hat Lob von Top-Musikprofis im Vereinigten Königreich erhalten, welche die Gruppe als einzigartig auf dem Gebiet der Bluegrass-Musik ansehen.
Die Band spielt häufig Coverversionen, wie Dolly Partons Jolene, das mehr als 17 Millionen Aufrufe auf YouTube erhielt, oder John Denvers Take Me Home, Country Roads, das in nur zwölf Monaten 20 Millionen Aufrufe verzeichnete.
Vor 2019 waren The Petersens vor Publikum in den Vereinigten Staaten, in Kanada und Irland aufgetreten. Anfang 2019 tourten sie erneut durch Irland sowie durch das Vereinigte Königreich. Ende 2019 unternahmen The Petersens weitere Gesangstourneen nach Finnland und Irland, wobei die Reise nach Irland die vierte Tournee der Gruppe durch dieses Land war. Die Band nutzt Social-Media-Plattformen häufig, um ihre Auftritte und Aufnahmen zu dokumentieren.
Bei ihrer ersten Europatour traten sie am 25. August 2023 in der Kulturkirche Köln auf und waren drei Tage später Gast im ARD-Morgenmagazin.

## Diskographie

### Alben
- 2014: Finally Going Home
- 2017: Shenandoah
- 2019: Homesick for a Country
- 2020: Live Sessions, Vol. 01
- 2020: Live Sessions, Vol. 02
- 2020: Christmas with the Petersens
- 2021: Live Sessions, Vol. 03
- 2021: Live Sessions, Vol. 04
- 2022: My Ozark Mountan Home
- 2023: We Don't Need Anything This Year

### Singles und EPs
- 2019: Jolene
- 2019: No Roots
- 2019: High Sierra
- 2019: Gentle on My Mind
- 2021: Falling for You
- 2021: Hey, Grandpa